# Brunskär, Kungälvs kommun
Brunskär är en ö i Torsby socken, Kungälvs kommun. Ön har en yta av 13 hektar, och är förbunden via en träbro med den mindre Lilla Brunskär, 3 hektar stor.
Brunskär fick bofast befolkning under sillperioden på 1750-talet och tillhör fortfarande staten. 1917 fanns här 128 innevånare, medan de 1952 endast var 62 kvarboende. Då fanns dock ännu ett litet ösamhälle med skola och affär och en mindre snickerifabrik. Huvuddelen av innevånarna var ålfiskare. Fisket gick dock allt sämre och sedan snickerifabriken lagt ned avfolkades ön fort. Den siste bofaste fiskaren flyttade 1974 och 1979 fanns endast sju folkbokförda på ön. Alla dessa var dock pensionärer som egentligen tillbringade vintern på fastlandet. En kort tid på 1980-talet fanns en helårsboende familj, och sedan 2001 finns åter en sådan på ön. Därtill finns ungefär 35 fritidshus på ön.